# Żabianka (województwo mazowieckie)
Żabianka – wieś sołecka w Polsce położona w województwie mazowieckim, w powiecie garwolińskim, w gminie Trojanów. Przez wieś przebiega droga krajowa nr 17 oraz rzeka Okrzejka.
| SIMC    | Nazwa  | Rodzaj    |
| ------- | ------ | --------- |
| 0692736 | Dadzin | część wsi |

W latach 1975–1998 miejscowość należała administracyjnie do województwa siedleckiego.
Wierni Kościoła rzymskokatolickiego należą do parafii św. Bartłomieja Apostoła w Korytnicy.